# 小贝诺·C·施密德特
小贝诺·C·施密特（英語：Benno C. Schmidt, Jr.，1942年3月20日—2023年7月9日），现任纽约市立大学(CUNY)董事会主席，耶鲁大学第20任校长（1986年—1992年）。在耶鲁任职前，他曾任哥伦比亚大学法学院院长，并是该学院Harlan Fiske Stone宪法教授。他在美国宪法第一修正案研究上，美国最高法院历史研究，和美国法律种族关系问题研究上是著名的学者。施密特曾任美国联邦最高法院大法官厄尔·沃伦的书记。

## 早期生涯和职业
小施密特出生于纽约，他的父亲老贝诺·C·施密特是约翰·黑·惠特尼的老朋友和同事。1946年，惠特尼和老施密特合伙成立了美国有史以来第一个风险投资基金——J.H.惠特尼基金。
施密特从耶鲁大学获得学士学位。毕业后，他进入耶鲁法学院学习。从法学院毕业后，施密特任联邦大法官厄尔·沃伦的书记。此后，他又为美国司法部两年后在到哥伦比亚大学法学院任教。作为一名法学家，他最关注研究的方面包括美国宪法第一修正案，美国种族关系法律史，及美国最高法院历史。
施密特在1973年获得哥伦比亚大学法学院的满期正式聘任。他在1982年被授予Harlan Fiske Stone宪法教授之衔时，已经是法学院的院长。他在1986年从法学院离职，到耶鲁大学担任校长。

## 耶鲁大学
施密特在1986年至1992年间任耶鲁大学校长。在上任之初，他接到大量教职员工投诉，指出大学一年级新生写作能力严重不足。施密特闻讯立即召开会议研究问题，并采纳大量意见。会议后，耶鲁大学的写作强化课程有明显增加。（如：学院常驻写作助教这一职位现在还是每一所下属学院学院必备职位）在他任内，施密特还在耶鲁大学按照英国牛津大学的“道德、政治和经济课程”(EP&E)建立了同名课程。EP&E现为耶鲁大学最受欢迎的主修科目之一。他在任内还建立了数个新设跨学科课程，最著名的包括环境科学，分子生物学和国际关系学等。
施密特还相当注重耶鲁大学的楼宇修缮和现代教育科技的应用。Schmidt questioned the existence of certain academic programs at Yale, causing further controversy。他削减教职员工人数百分之十一的提议也并未得到支持。施密特为耶鲁教育基金筹得超过10亿美元捐款，在他经营下，耶鲁大学教育基金增长速度超过同期世界上所有大学。可是，校内领导层中多人指责施密特为了陪伴妻子海伦·惠特妮（美国广播公司著名纪录片制作人），在与学校合同中增加特殊条款指定纽约市作为其任内主居住地，而没有把主要时间花在校园内。
施密特的接班人，理查德·莱文主持了大规模的校舍翻新。实际上施密特本人才是耶鲁大学内提出及强调这方面问题的人。

## 纽约市立大学
施密特是纽约市立大学(CUNY)的现任董事会主席。施密特曾任前纽约市市长魯迪·朱利安尼组建的纽约市立大学改组委员会主席。1999年，他对市立大学调查后提交了对纽约市立大学改组的报告和建议获得议会审核批准，为纽约市立大学未来的方向作出了详细的规划。

## 电影
施密特曾在伍迪·艾伦导演的两部电影中友情客串。在《丈夫，太太與情人》(1992)中，他扮演了米亚·法罗所饰角色的第一任丈夫；在《汉娜姐妹》(1986)中，他饰演了史密斯博士。